# Mitrella kanamaruana
Mitrella kanamaruana is een slakkensoort uit de familie van de Columbellidae. De wetenschappelijke naam van de soort is voor het eerst geldig gepubliceerd in 1953 door Kuroda.